# Нидерланды на зимних Олимпийских играх 1952
Нидерланды принимали участие в Зимних Олимпийских играх 1952 года в Осло (Норвегия) в шестой раз за свою историю, и завоевали три серебряные медали.

## 02!Серебро
- Конькобежный спорт, мужчины, 1 500 метров — Вим ван дер Ворт.
- Конькобежный спорт, мужчины, 5 000 метров — Кес Брукман.
- Конькобежный спорт, мужчины, 10 000 метров — Кес Брукман.

#### Конькобежный спорт
| Соревнование | Спортсмены          | Забег   | Забег |
| Соревнование | Спортсмены          | Время   | Место |
| ------------ | ------------------- | ------- | ----- |
| 500 м        | Ян Харисиус         | DNF     | –     |
| 500 м        | Кокки ван дер Эльст | 45.3    | 19    |
| 500 м        | Герард Марсе        | 44.2    | 8     |
| 500 м        | Вим ван дер Ворт    | 45.3    | 19    |
| 1500 м       | Кес Брукман         | 2:22.8  | 5     |
| 1500 м       | Кокки ван дер Эльст | 2:27.6  | 26    |
| 1500 м       | Герард Марсе        | 2:24.3  | 12    |
| 1500 м       | Вим ван дер Ворт    | 2:20.6  | 2     |
| 5000 м       | Кес Брукман         | 8:21.6  | 2     |
| 5000 м       | Антониус Хёйскес    | 8:28.5  | 4     |
| 5000 м       | Эгберт ван Уверт    | 8:47.6  | 19    |
| 5000 м       | Вим ван дер Ворт    | 8:30.6  | 5     |
| 10,000 м     | Кес Брукман         | 17:10.6 | 2     |
| 10,000 м     | Антониус Хёйскес    | 17:25.5 | 5     |
| 10,000 м     | Эгберт ван Уверт    | 18:20.8 | 19    |

DNF - не финишировал